# Crioprosopus nieti
Crioprosopus nieti är en skalbaggsart som beskrevs av Louis Alexandre Auguste Chevrolat 1857. Crioprosopus nieti ingår i släktet Crioprosopus och familjen långhorningar.
Artens utbredningsområde är Costa Rica. Inga underarter finns listade i Catalogue of Life.